# Пеша (Перуђа)
Пеша је насеље у Италији у округу Перуђа, региону Умбрија.
Према процени из 2011. у насељу је живело 46 становника. Насеље се налази на надморској висини од 1083 м.